# 滝ノ下駅

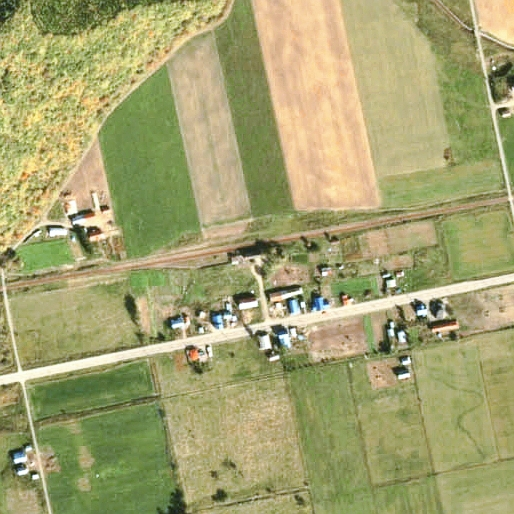
1978年の滝ノ下駅と周囲約500m範囲。左が北見滝ノ上方面。早い時期に委託駅となってからも、駅舎横の貨物ホーム及び引込み線を持っていた。駅裏には小さなストックヤードもあるが、無人化直前で、貨物の姿は全く無い。

滝ノ下駅（たきのしたえき）は、北海道紋別郡滝上町滝下にかつて置かれていた、日本国有鉄道（国鉄）渚滑線の駅（廃駅）である。事務管理コードは▲122304。

## 歴史
- 1923年（大正12年）11月5日：鉄道省渚滑線の渚滑駅 - 北見滝ノ上駅間開通に伴い、開業[3]。一般駅[1]。
- 1949年（昭和24年）6月1日：公共企業体である日本国有鉄道に移管。
- 1960年（昭和35年）4月1日：旅客・貨物の取り扱いを民間人による業務委託駅とする[4][5]。
- 1978年（昭和53年）12月1日：貨物・荷物の取り扱いを廃止[1][6]。同時に無人化[7]（簡易委託化）。
- 1985年（昭和60年）4月1日：渚滑線の全線廃止に伴い、廃駅となる[1]。

### 駅名の由来
所在地名より。渚滑川にある滝の下に位置することに由来する。

## 駅構造
廃止時点で、単式ホーム1面1線を有する地上駅であった。ホームは、線路の南側（北見滝ノ上方面に向かって左手側）に存在した。そのほかに旧貨物線線である、北見滝ノ上方から駅舎側に分岐し駅舎西側のホーム切欠き部分への保線用の側線を1線有した。かつては相対式ホーム2面2線を有する、列車交換可能な交換駅であった。交換設備運用廃止後は線路は撤去されたが、ホーム前後の線路は転轍機の名残で湾曲していた。
無人駅（簡易委託駅）となっており、有人駅時代の駅舎は改築され、下渚滑駅や中渚滑駅と全く同じ形状の駅舎となっていた。駅舎は構内の東側に位置し、ホームに接していた。

## 利用状況
乗車人員の推移は以下のとおり。年間の値のみ判明している年については、当該年度の日数で除した値を括弧書きで1日平均欄に示す。乗降人員のみが判明している場合は、1/2した値を括弧書きで記した。
乗車人員の推移は以下のとおり。年間の値のみ判明している年については、当該年度の日数で除した値を括弧書きで1日平均欄に示す。乗降人員のみが判明している場合は、1/2した値を括弧書きで記した。
| 年度               | 乗車人員   | 乗車人員 | 出典   | 備考                 |
| 年度               | 年間       | 1日平均  | 出典   | 備考                 |
| ------------------ | ---------- | -------- | ------ | -------------------- |
| 1926年（大正15年） | (26,161.5) | (71.7)   | [ 4 ]  | 年間乗降客：52,323人 |
| 1936年（昭和11年） | (11,624.0) | (31.8)   | [ 4 ]  | 年間乗降客：23,248人 |
| 1950年（昭和25年） | (27,050.0) | (74.1)   | [ 4 ]  | 年間乗降客：54,100人 |
| 1978年（昭和53年） |            | 7        | [ 10 ] |                      |

## 駅周辺
- 国道273号（渚滑国道）
- 滝上町立滝下小学校
- 渚滑川
- 北紋バス「滝下」停留所（渚滑線代替：旧駅前、都市間バス：滝下小学校前）

## 駅跡
1997年（平成9年）11月時点では駅舎とホームの一部が残存し、駅舎は宿泊所にも利用されていた模様であった。また駅前にあったモミの木や農業倉庫も残存していた。2011年（平成23年）時点でも同様で駅舎は倉庫として利用されている模様であった。ホームの一部及び線路跡も残存している。駅舎は個人所有となっており、立ち入ることはできない。2018年（平成30年）時点では少なくとも駅舎は解体されている。

## 隣の駅
日本国有鉄道
渚滑線
上渚滑駅 - <奥東仮乗降場> - 滝ノ下駅 - <雄鎮内仮乗降場> - 濁川駅